# نماء عصبي

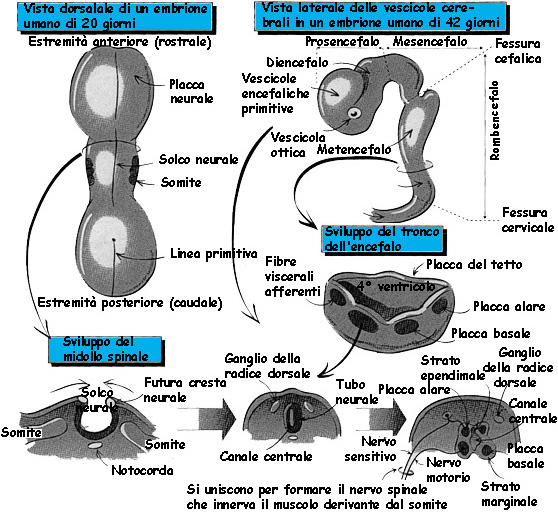

النماء العصبي يشمل العمليات التي تشكّل الجهاز العصبي والعمليات التي تعيد تشكيله، من أولى المراحل المبكرة من التخلّق المضغي Embryogenesis إلى السنوات الأخيرة من الحياة. دراسة النماء العصبي تهدف إلى وصف الأسس الخلوية لنماء الدماغ وفهم الآليّات الكامنة في هذا التطوّر. هذا الحقل يستند على كل من العلوم العصبية وعلم الأحياء النمائي في النظر إلى الآليّات الخلوية والجزيئية التي تتطوّر بها الأجهزة العصبية إلى أشكالها المعقّدة. فمن الممكن لخلل في النماء العصبي أن يؤدي إلى إعاقة إدراكية أو حركية أو ذهنية، كما قد يؤدي إلى اضطرابات عصبية مثل مرض التوحد ومتلازمة ريت Rett syndrome والتخلف العقلي.

## نظرة على نمو الدماغ
ينشأ الجهاز العصبي المركزي للثدييات من طبقة الأديم الظاهر (الطبقة النسيجية الخارجية للجنين). في الأسبوع الثالث من نمو الجنين البشري، يظهر الأديم الظاهر العصبي، ويشكل اللويحة العصبية على طول الجانب الظهري للجنين. اللويحة العصبية هي مصدر غالبية الخلايا العصبية والخلايا الدبقية في الجهاز العصبي المركزي. يتشكّل ثلم على طول المحور الطولاني للويحة العصبية، وبحلول الأسبوع الرابع من النمو، تلتف اللويحة العصبية حول نفسها لتشكّل الأنبوب العصبي، المملوء بالسائل الدماغي الشوكي.
مع نمو الجنين، يشكل الجزء الأمامي من الأنبوب العصبي ثلاث حويصلات دماغية، تصبح المناطق التشريحية الأولية للدماغ: الدماغ الأمامي (أو الدماغ المُقدَّم)، الدماغ المتوسط، والدماغ الخلفي (الدماغ المؤخَّر). تتوسّع هذه الحويصلات البسيطة المبكرة وتنقسم إلى الدماغ الانتهائي (يتطوّر فيما بعد إلى القشرة المخيّة والعقد القاعدية)، والدماغ البيني (يتطوّر فيما بعد إلى الوطاء والمهاد)، والدماغ المُوسَّط (يتطوّر مستقبلًا إلى الأكيمات الدماغية)، والدماغ التالي (يتطوّر مستقبلًا إلى الجسر والمخيخ)، والدماغ البصلي (يتطوّر فيما بعد إلى البصلة).
يملأ السائل الدماغي الشوكي الفراغ المركزي للأنبوب العصبي، ممتدًا من الدماغ الانتهائي إلى الحبل الشوكي، مؤسّسًا بداية تطوّر الجهاز البطيني في الدماغ. يتطوّر الأنبوب العصبي ليشكّل كلًا من الدماغ والنخاع الشوكي، وبالتالي حدوث أي طفرات في هذه المرحلة من النمو يمكن أن تؤدي إلى تشوهات قاتلة مثل انعدام الدماغ، أو تشوّهات تبقى على طول الحياة مثل السَنْسِنة المشقوقة. تحتوي جدران الأنبوب العصبي على خلايا جذعية عصبية، ينمو الدماغ بانقسامها المتكرّر، ثمّ تتوقّف عن الانقسام تدريجيًّا، وتتمايز إلى خلايا عصبية، وخلايا دبقيّة، وهي المكوّنات الخلوية الرئيسيّة للجهاز العصبي المركزي. تهاجر الخلايا العصبية المتكوّنة حديثًا إلى أجزاء مختلفة من الدماغ النامي لتترتّب في هياكل دماغية مختلفة. بمجرد أن تصل الخلايا العصبية إلى مواقعها، تنشأ منها محاور عصبية وتغصّنات، تسمح لها بالتواصل مع الخلايا العصبية الأخرى عبر المشابك. التواصل المتشابك بين الخلايا العصبية يؤدي إلى إنشاء دوائر عصبية وظيفية، تتوسّط معالجة المعلومات الحسية والحركية، وتحديد السلوك.

## معالم التطوّر العصبي
تشمل بعض معالم النمو العصبي توليد وتمايز الخلايا العصبية من سلائف الخلايا الجذعية العصبية، وهجرة الخلايا العصبية غير الناضجة من أماكن توليدها في الجنين إلى مواقعها النهائية، ونمو المحاوير والتغصنات من الخلايا العصبية، وتوجيه مخروط النمو الحركي من خلال الجنين نحو الخلايا ما بعد المشبك، وتوليد المشابك العصبيّة بين هذه المحاور والخلايا بعد المشبكية، وأخيرًا التغييرات التي تحدث خلال الحياة في نقاط الاشتباك العصبي، والتي يعتقد أنها تكمن وراء التعلم والذاكرة.
تكوّن المَيالين هو تشكيل طبقة ثنائية الميالين الشحمية حول المحاور العصبية، وهي عملية ضرورية لوظيفة الدماغ الطبيعية. يوفّر غمد المَيالين عزلًا للإشارة العصبية عند انتقالها على طول الجهاز العصبي. ومن دونه، سوف تتبعثر الإشارة العصبية، ولن تصل إلى هدفها، ما يضعف الأداء الوظيفي الطبيعي. ولأن الكثير من نمو الدماغ يحدث في مرحلة ما قبل الولادة والطفولة الباكرة، فمن الأهمية بمكان أن يحدث تكوّن المَيالين، جنبًا إلى جنب مع النمو القشري وبشكل متناسب. التصوير بالرنين المغناطيسي هو تقنية غير جراحية، تُستخدم للتحقّق من تكوين المَيالين والنضج القشري (القشرة المخيّة هي الطبقة الخارجية للدماغ، وتتكون من مادة رمادية). بدلًا من إظهار المَيالين الفعلي، يقدّم التصوير بالرنين المغناطيسي قيمة الكسر المَياليني المائي، وهو مقياس لمحتوى المَيالين. يسمح مقياس الاسترخاء متعدد المكوّنات برؤية وتقدير محتوى المَيالين. يُعد التصوير بالرنين المغناطيسي مفيدًا أيضًا في مراقبة نضوج المادة البيضاء، تلعب الأخيرة دورًا مهمًا في النمو المعرفي. في مرحلة الطفولة، يحدث تكوين المَيالين من الخلف إلى الأمام. نظرًا لوجود أدلة قليلة على وجود علاقة بين تكوين الميالين وتسمّك القشرة المخيّة، بُحثَت العلاقة وتبين أن تسمّك القشرة المخيّة مستقل عن المادة البيضاء. هذا يسمح لجوانب مختلفة من الدماغ بالنمو بالتزامن في وقت واحد، لتكون النتيجة دماغًا كامل التطوّر.

## التحريض العصبي
خلال النمو الجنيني المبكر، يتمايز الأديم الظاهر مشكّلًا البشرة (الجلد) واللويحة العصبية. يتطلب تطوّر الأديم الظاهر غير المتمايز إلى الأديم الظاهر العصبي إشارات من الأديم المتوسط. عند بدء تكوين المُعيدة الظنيّ، تنتقل خلايا الأديم المتوسط عبر شفة مَسم الأُريمة، وتشكل طبقة بين الأديم الباطن والأديم الظاهر. هذه الخلايا الوسيطة التي تهاجر على طول الخط المتوسّط الظهري تشكّل بنية تدعى القردود. تنمو خلايا الأديم الظاهر التي تغطّي القردود إلى اللويحة العصبية استجابةً لإشارة قابلة للانتشار تنتجها خلايا القردود. ما تبقى من الأديم الظاهر يتمايز مشكّلًا خلايا البشرة (الجلد). إن قدرة الأديم المتوسط على تحويل الأديم الظاهر المغطي إلى نسيج عصبي يسمى الحث العصبي أو التحريض العصبي.
عند الإنسان، تنطوي اللويحة العصبية باتجاه الخارج خلال الأسبوع الثالث من الحمل لتشكيل الثلم العصبي. بدءًا من منطقة الرقبة المستقبلية، ثمّ تقترب أطراف الثلم من بعضها البعض، وتلتصق لتشكيل الأنبوب العصبي. يُسمّى تكوّن الأنبوب العصبي من الأديم الظاهر العصبي «تكوين العُصيبة». يُسمّى الجزء البطني من الأنبوب العصبي اللويحة القاعدية، ويُسمّى الجزء الظهري اللويحة الجناحية. يسمّى جوف الأنبوب العصبي من الداخل القناة العصبية. في نهاية الأسبوع الرابع من الحمل، تنغلق النهايات المفتوحة للأنبوب العصبي، التي تسمّى المَسمّات العصبيّة.
يمكن لشفة المَسم الأريمي المزروعة أن تحول الأديم الظاهر إلى نسيج عصبي، وهذا ما يسمّى بالتأثير التحريضي. المحرضات العصبية هي جزيئات يمكن أن تحرّض التعبير عن الجينات العصبية في خلايا الأديم الظاهر دون تحريض جينات الأديم المتوسط كذلك. غالبًا ما تتم دراسة التحريض العصبي في أجنة القَيطم (نوع من البرمائيات)، لأنها تمتلك جسمًا بسيطًا، وهناك علامات جيدة للتمييز بين الأنسجة العصبية وغير العصبية. من أمثلة على المحفزات العصبية جزيئات نوغين وكوردين.
عندما تُزرَع خلايا الأديم الظاهر الجنينية بكثافة منخفضة، وبغياب خلايا الأديم المتوسط، تخضع لعملية التمايز العصبي (التعبير عن الجينات العصبية)، ما يشير إلى أن التمايز العصبي هو المصير الافتراضي لخلايا الأديم الظاهر في غياب أي تحريض. في المزارع النسيجية التي تحوي جزءًا من العضو (تسمح بتواصل مباشر بين الخلايا) تتمايز الخلايا نفسها إلى البشرة. ويرجع ذلك إلى عمل بروتين بي إم بّي-4 (بروتين من عائلة تي جي إف-بيتا) الذي يحرّض مزارع الأديم الظاهر على التمايز إلى البشرة. أثناء التحريض العصبي، يُنتج النوغين والكوردين بواسطة الأديم المتوسّط الظهري (القُردود)، وينتشران إلى الأديم الظاهر المغطّي لتثبيط نشاط بي إم بّي-4. يؤدي تثبيط بي إم بّي-4 إلى تمايز الخلايا إلى خلايا عصبية. يحرّض تثبيط إشارات تي جي إف-بيتا وبي إم بّي-4 تمايز الأنسجة العصبية بكفاءة من الخلايا الجذعية متعددة القدرات البشرية، وهو نموذج للتطوّر الباكر عند الإنسان.

## تخلّق النسيج العصبي
التخلّق العصبي هو العملية التي يتم من خلالها توليد الخلايا العصبية من الخلايا الجذعية العصبية والخلايا السلف. الخلايا العصبية هي خلايا نتجت بعد الانقسام الفتيلي، وهذا يعني أنها لن تنقسم مرة أخرى مدى الحياة للكائن الحي.

## الهجرة العصبيّة
الهجرة العصبية هي الطريقة التي تنتقل بها الخلايا العصبية من مكان نشوئها إلى موقعها النهائي في الدماغ. هناك عدة طرق للهجرة العصبيّة، مثل الهجرة الشعاعية أو الهجرة التماسيّة.